# Cordylomera minuta
Cordylomera minuta es una especie de escarabajo longicornio del género Cordylomera, tribu Phoracanthini, subfamilia Cerambycinae. Fue descrita científicamente por Duffy en 1952.

## Descripción
Mide 8-10,5 milímetros de longitud.

## Distribución
Se distribuye por Senegal.